# Shārīn
Shārīn (persiska: شارين, چارون) är en ort i Iran.   Den ligger i provinsen Qazvin, i den nordvästra delen av landet, 150 km väster om huvudstaden Teheran. Shārīn ligger 1 256 meter över havet och antalet invånare är 313.
Terrängen runt Shārīn är platt.Runt Shārīn är det ganska tätbefolkat, med 108 invånare per kvadratkilometer. Närmaste större samhälle är Tākestān, 11,1 km nordväst om Shārīn. Trakten runt Shārīn består till största delen av jordbruksmark.